# Клещинцы
Кле́щинцы (укр. Кліщинці) — село в Чернобаевском районе Черкасской области Украины. Центр сельского совета.

## Население
Население по переписи 2001 года составляло 1307 человек.

## География
Расположено на левом берегу Кременчугского водохранилища в 45 километрах от районного центра в 90 километрах от Черкасс.

## История
Вблизи села обнаружено поселение черняховской культуры и городище времен Киевской Руси на территории бывшего хутора Пайки в урочище Кизивер.
Село известно с XVII века. По преданию, около 1640 года в урочище Бурты на берегах реки Сулы впервые поселился казак Клещ, от него и происходит название Клещинцы.
На начало 1700 года в селе насчитывалось 193 двора. Жители занимались земледелием, скотоводством, производили селитру. На берегу реки Сулища работал селитровых завод. В 1767—1770 годах в селе, которое входило в состав Лубенского полка, в рамках Колиивщины произошло восстание казаков и крестьян, одним из главарей которого был казак Максим Огиенко, предок украинского митрополита Ивана Огиенко. После восстания семья Максима переехала на Киевщину.
В XIX веке село относилось к Золотоношскому уезду Полтавской губернии. В начале XIX века в селе было 398 хозяйств, 2229 жителей, 68 из них грамотных, 2273 десятин земли, кузница, лавка, трактир. Было две школы: земская, где работало два учителя и обучалось 65 детей и церковно-приходская с 32 учениками.
До 1881 года селом владел генерал Силецкий и помещик Туманский.

## Советский период
В годы голодомора в селе умерло 829 жителей.
В годы Второй мировой войны на фронт из села ушли 509 человек, 336 из них погибли, 269 были вывезены на работы в Германию. За период оккупации 20 жителей было расстреляно и повешено. За мужество и отвагу, проявленную в боевых действиях с врагом, 198 жителей села награждены орденами и медалями СССР. Жителю села капитану Ивану Яковлевичу Орлу посмертно присвоено звание Героя Советского Союза. В селе воздвигнут обелиск Славы погибшим односельчанам и памятник воинам, освободившим село.
В 1957 году в селе начала работать комиссия Полтавского гидросильелектро по переселению людей из зоны затопления водами Кременчугского водохранилища. Уже 1959 году село было переселено «на гору». В состав нового села вошли сёла Матвеевка и Галицкое.
27 января 1964 года, по ходатайству жителей части Глобинского района Полтавской области, их территория была включена в состав Золотоношского района (с 1965 года — в состав Чернобаевского района) Черкасской области.
По состоянию на 1972 год в селе работал колхоз им. Суворова, который обрабатывал 3075 га земли, в том числе 2976 га пахотной. Колхоз занимался выращиванием зерновых культур и животноводством. В селе работали школа, клуб на 300 мест, библиотека с фондом 10 700 книг, фельдшерско-акушерский пункт.

## Современность
Сегодня в селе работает школа, где учится 180 учеников, детский сад на 90 детей, отделение связи, фельдшерско-акушерский пункт, дом культуры, библиотека, консервный завод, магазины, торговый центр. Все улицы села заасфальтированы.

## Персоналии
В селе родились:
- Вырган, Иван Аникеевич — поэт и переводчик.
- Старицкий, Михаил Петрович — писатель и театральный деятель.
- Велецкий, Сергей Николаевич — земский статистик.
- Орёл, Иван Яковлевич — Герой Советского Союза.

## Местный совет
19971, Черкасская обл., Чернобаевский р-н, с. Клещинцы, ул. Орла, 5